# Skua Lake
Der Skua Lake ist ein See am Kap Evans auf der antarktischen Ross-Insel. Er liegt nordwestlich des Island Lake.
Teilnehmer der britischen Terra-Nova-Expedition (1910–1913), die am Kap Evans ihr Basislager errichtet hatten, gaben dem See seinen Namen. Namensgebend ist eine benachbarte Brutkolonie von Antarktikskuas.